# Ojdula, Covasna
Ojdula (maghiară Ozsdola) este satul de reședință al comunei cu același nume din județul Covasna, Transilvania, România. Se află în partea de est a județului, în Depresiunea Târgu Secuiesc, la poalele vestice ale munților Vrancei.

## Așezare
Localitatea Ojdula Arhivat în 13 ianuarie 2013, la Archive.is este situată în nord-estul Bazinului Târgu Secuiesc, la poalele Munților Brețcu, la o altitudine de 595 m, pe DN2D, Târgu Secuiesc - Vidra - Focșani.

## Scurt istoric
Prima atestare documentară datează din anul 1332, însă descoperirile arheologice demonstrează prezența omului aici încă din neolitic. Pe teritoriul satului s-au descoperit mai multe materiale , astfel s-a un topor de piatră cu muchie dreaptă ce aparține culturii Coțofeni, un alt topor de cupru cu un singur tăiș datând de la începutul epocii bronzului și un tezaur monetar conținând mai multe monede grecești. În vatra satului s-a descoperit o așezare din secolul al XIII-lea - secolul al XV-lea, cu bordeie și fragmente de ceramică.

## Economie
Economia acestui sat este predominant agricolă, bazată pe cultura plantelor și creșterea animalelor. O pondere mai mică deține însă și industria de exploatare și prelucrare primară a lemnului, industria ușoară (confecții de huse pentru canapele), precum și comerțul cu produse agricole.

## Monumente istorice
- Biserica romano-catolică

## Atracții turistice
- Peștera Kőlik (Peștera Orbán Balázs)[4]
- Piatra Uriașă
- Lunca Mlăștinoasă - cu specii de flori rare

## Home page
www.pro-ozsdola.ro Arhivat în 13 ianuarie 2013, la Archive.is

## Imagini

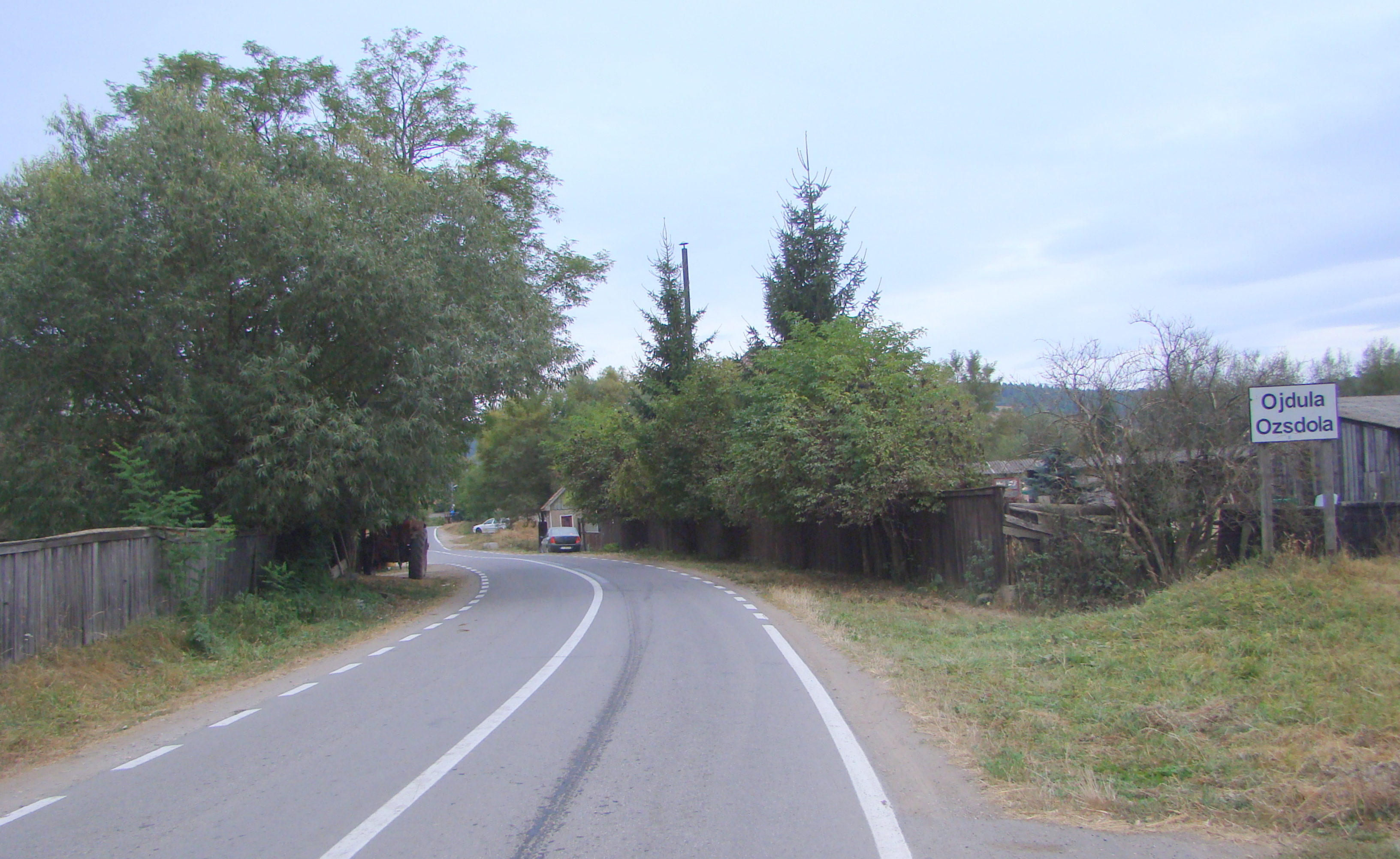
Intrarea în localitate